# Хигасифусими-но-мия Ёрихито
Маршал-адмирал Принц Хигасифусими Ёрихито (東伏見宮依仁親王, Хигасифусими-но-мия Ёрихито-Синно, 19 сентября 1867, Киото — 27 июня 1922, Токио) — второй и последний глава дома Хигасифусими-но-мия (1903—1922), представитель одной из младших ветвей японской императорской фамилии.

## Ранняя жизнь
Родился 17 сентября 1867 года в Киото. Семнадцатый сын принца Фусими Кунииэ (1802—1872), 20-го главы дома Фусими-но-мия (1817—1848). Дом Фусими-но-мия был одним из четырех старейших боковых линий (синнокэ) императорского дома, которые могли претендовать на Хризантемовый трон после угасания основной императорской линии наследования. Младший сводный брат фельдмаршала принца Комацу Акихито, принца Куни Асахико, генерала принца Китасиракавы Ёсихисы, фельдмаршала принца Канъина Котохито и фельдмаршала принца Фусими Саданару.
Первоначально он был известен как «принц Фусими Садамаро». В 1869 году он был усыновлен в дом Ямасина-но-мия, а в 1885 году в дом Комацу-но-мия. В 1886 году император Мэйдзи признал принца в качестве потенциального наследника императорского престола. 18 февраля 1903 года после смерти своего старшего сводного брата, принца Комацу Акихито, он унаследовал титул главы дома Хигасифусими-но-мия.
Последний король Гавайев Калакауа (1874—1891) посетил Японию во время своего кругосветного путешествия 1881 года. Он был первым иностранным главой государства, который посетил Японию. Во время своего визита он предложил брачный союз между императорском домом Японии и королевским домом Гавайев. Его племянница (принцесса Каиулани) должна была выйти замуж за принца Хигасифусими Ёрихито (тогда он был известен под именем Ямасина Ёрихито). Однако ничего не вышло из этого предложения, которое могло бы оказать значительное влияние на дальнейшую судьбу Королевства Гавайев.

## Военная карьера

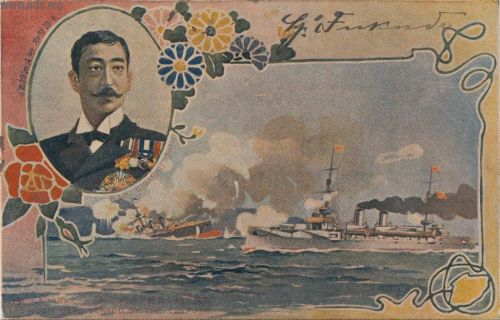
Открытка с изображением принца Хигасифусими, 1905 год

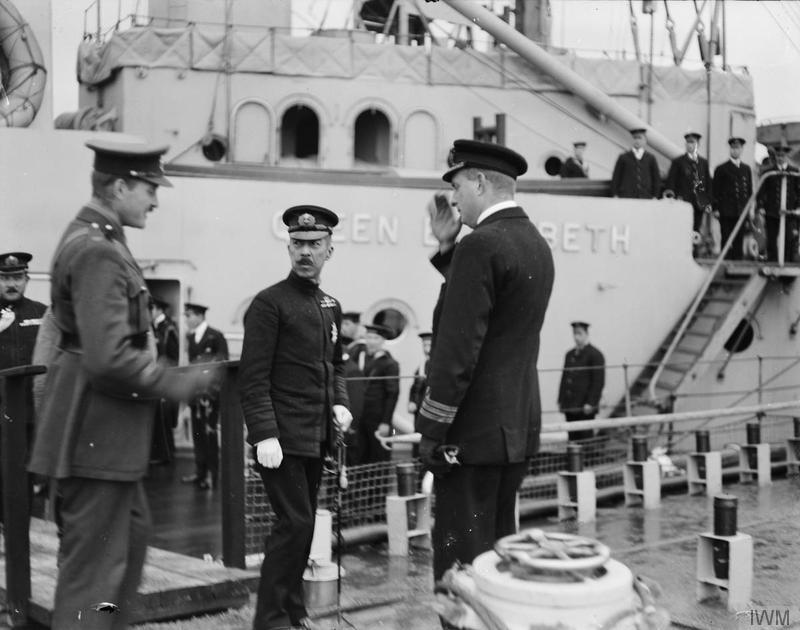
Принц Фусими Ёрихито во время своего визита на Королевский военно-морской флот Великобритании, 1918 год.

Короткий срок принц Ёсихито Хигасифусими учился в Военной академии Императорского флота Японии, затем был отправлен на учёбу в Дартмутский Королевский военно-морской колледж в Великобритании. В 1887—1890 годах принц проживал во Францию, где закончил военно-морскую академию Эколь Наваль. 7 октября 1891 года принц вернулся в Японию. После службы на различных кораблях Императорского флота Японии, в том числе боевого дежурства во время Японо-китайской войны 1894—1895 годов, он стал старпомом линкора Фусо (1901). В качестве капитана крейсеров Чиода и Такачихо (1905), он участвовал в военных действиях во время Русско-японской войны, за которые он был награждён Орденом Золотого коршуна 3-й степени. После окончания войны принц служил капитаном на крейсере Касуга до перехода на службу в 1906 году в Генеральный штаб Императорского флота Японии. 1 декабря 1909 года Ёсихито получил чин контр-адмирала.
Принц и принцесса Хигасифусими представляли императора Мэйдзи на коронационных церемониях короля Великобритании Георга V (30 июня 1911 года).
31 августа 1913 года принцу было присвоено звание вице-адмирала. В 1916 году он был главнокомандующим военно-морского района в Йокосуке, а в 1917 году был назначен главнокомандующим второго Императорского флота Японии. 2 июля 1918 году он получил чин адмирала. В 1918—1919 годах принц предпринял свою последнюю поездку в Великобританию.
27 июня 1922 года принцу Хигасифусимибыло посмертно присвоены чин маршала-адмирала и Высший Орден Хризантемы.

## Брак и семья

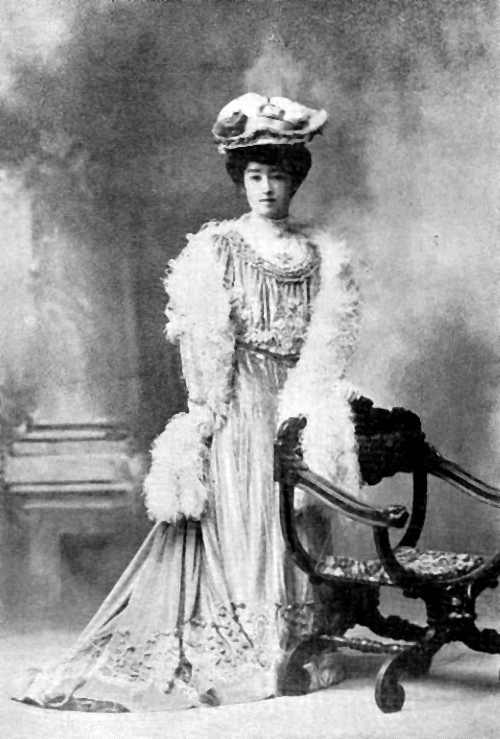
Принцесса Хигасифусими Канэко

10 февраля 1898 года принц Хигасифусими Ёрихито женился на Ивакуре Канэко (1876—1955), старшей дочери князя Ивакуры Томоми. Супруги не имели детей в браке. После смерти принца Ёрихито дом Хигасифусими-но-мия прервался.
В 1931 году император Хирохито поручил своему шурину, принцу Куни Кунихидэ (1910—2014), отказаться от статуса имперского принца и принять фамилию Хигасифусими Кунихидэ с титулом графа (кокусяку), чтобы предотвратить вымирание имени Хигасифусими.
Вдовствующая принцесса Хигасифусими Канэко после реформирования Закона об Императорском доме 14 октября 1947 года утратила статус имперской принцессы и стала простой гражданкой Японии. Она умерла в Токио в 1955 году.